# منتخب مالطا لاتحاد الرغبي
منتخب مالطا الوطني لاتحاد الرغبي (بالإنجليزية: Malta national rugby union team)‏ هو ممثل مالطا الرسمي في المنافسات الدولية في اتحاد الرغبي .